# Hilda Tchoboian
Hilda Tchoboian, née le 28 août 1950 à Alep, est une militante des droits de l'homme et femme politique française, d'origine arménienne.

## Biographie
Née à Alep, en Syrie, son cursus universitaire inclut une maîtrise en sciences économiques et politiques à l'université Grenoble-II. Formée à l’Institut international des droits de l'homme de Strasbourg, elle milite pour la pénalisation en Europe du négationnisme des génocides.
Hilda Tchoboian œuvre notamment comme consultante auprès du Haut-Commissariat des Nations unies aux droits de l'homme pour la coopération technique avec les gouvernements.
Depuis 2002, elle est à la tête de la Fédération euro-arménienne pour la justice et la démocratie, qui défend les droits culturels et civiques des minorités ethniques, religieuses en Turquie et au Caucase du  Nord et du Sud. Elle est aussi présidente du Centre Covcas pour la résolution des conflits et pour les droits de l’homme, une ONG de prévention des conflits et de défense des droits de l’Homme dans les situations de conflits.
Hilda Tchoboian est candidate sur les listes du Parti socialiste aux élections régionales françaises de 2010 en région Rhône-Alpes. Elle devient conseillère régionale le 14 décembre 2011, à la suite de la démission de Thierry Philip.

## Distinctions
En 2013, elle est nommée chevalier de l'ordre national du Mérite.